# 鋸鏢鱸
鋸鏢鱸為輻鰭魚綱鱸形目鱸亞目河鱸科的其中一種，分布於美國東南部的淡水流域，體長可達6.8公分，棲息在植被生長的沼澤、溪流。